# Páginas da Vida (trilha sonora)
Esta pagina mostra os álbuns lançados como trilha sonora da telenovela brasileira Páginas da Vida, exibida pela Rede Globo entre 2006 e 2007.
A gravadora Som Livre lançou três álbuns da trilha sonora da novela Páginas da Vida: a nacional, a internacional, e lounge, todos lançados em 2006.
O tema de abertura da produção é a canção "Wake", de Tom Jobim. A trilha nacional conta com as vozes de Marisa Monte, Elba Ramalho, Caetano Veloso, Adriana Calcanhotto, Zeca Pagodinho, Tom Jobim, entre outros. Já a trilha sonora internacional conta com artistas como Coldplay, Corinne Bailey Rae, Richard Ashcroft, e outros.
Além das trilhas sonoras nacional e internacional, Páginas da Vida contou também com um terceiro álbum, intitulado Páginas da Vida - Lounge, contendo sucessos como "Samba da Benção", na voz de Bebel Gilberto, "La Piu Bella del Mondo", de Celso Fonseca e Ronaldo Bastos, e "Minha Saudade", de João Donato e Paulo Moura.

## Páginas da Vida - Nacional
Páginas da Vida - Nacional é o primeiro álbum da trilha sonora da homônima telenovela brasileira de 2006 da Rede Globo, que foi lançado em CD pela Som Livre, em 2006, no Brasil, e em Portugal.
O álbum, que traz na capa a atriz Ana Paula Arósio como sua personagem Olívia, conta com grandes nomes da MPB, como Marisa Monte, Nana Caymmi, Elba Ramalho, Caetano Veloso, Maysa, Ivan Lins, Leila Pinheiro, Tom Jobim, Daniel Jobim, e Maria Luiza Jobim, entre outros.
O álbum abre com "Wave", composição de Antonio Carlos Jobim, interpretada por seu neto e por sua filha, Daniel Jobim e Maria Luiza Jobim. A canção serve de tema de locação das cenas do Rio de Janeiro.
A segunda faixa do álbum é "Só em Teus Braços", também composta por Tom Jobim, e interpretada por Nana Caymmi. A canção serve de tema de Marta, personagem vivida por Lília Cabral. O samba "Para Mais Ninguém", composição de Paulinho da Viola, na voz de Marisa Monte, é tema de Telminha, primeira personagem de Grazi Massafera.
"Amplidão", composição de Chico César, e interpretada por Elba Ramalho, serve como tema de Helena, vivida por Regina Duarte. "So in Love", composta por Cole Porter, e interpretada por Caetano Veloso, é a única canção do álbum em língua estrangeira. A canção é tema de Diogo, interpretado por Marcos Paulo.
A sexta faixa de Páginas da Vida - Nacional é "A Dor a Mais", composta por Francis Hime e Vinicius de Moraes, e interpretada por Hime, que serve de tema de Tereza, personagem de Renata Sorrah. "Outra Vez", sétima faixa do álbum, é a terceira composição de Jobim a integrar a trilha nacional. Interpretada por Adriana Calcanhotto, a canção é tema do casal Anna Maria e Miroel, vivido por Deborah Evelyn e Ângelo Antônio.
"Passarela no Ar", composta e interpretada por Ivan Lins, é tema de Sandra, interpretada por Danielle Winits. A nona faixa, "Ventos de Paz", composição de Leila Pinheiro e Jorge Vercillo, na voz de Leila, serve de tema da Irmã Lavínia, vivida por Letícia Sabatella.
"Se Quiser", interpretada por Tânia Mara, é a versão em português, feita por Cláudio Rabello, da canção "Anytime", composta por Sam Watters e Louis Biancaniello. A faixa serve de tema de Isabel, vivida pela atriz Viviane Pasmanter. "Seu Nome", escrita por Vander Lee, e interpretada por Luiza Possi, é tema de Diana, personagem de Louise Cardoso.
A décima segunda faixa, "Eu Sei", composta por Serginho Moah e Fernando Pezão, e interpretada pela banda Papas da Língua, serve de tema do casal Jorge e Simone, personagens vividos por Thiago Lacerda e Christine Fernandes. "O que Resta de Nós", cantada por Zeca Pagodinho, e composta por Sombrinha e Ratinho, é tema do casal Selma e Lucas, vivido por Elisa Lucinda e Paulo César Grande.
"Alguém Me Disse", cantada por Maysa, e composta por Evaldo Gouveia e Jair Amorim, é tema de Tide, vivido por Tarcísio Meira. A décima quinta faixa do álbum é a versão instrumental de "Wave", composta e interpretada por Tom Jobim, que serve de tema de abertura da telenovela. Páginas da Vida - Nacional encerra com a canção instrumental "Melodia", da ópera Orfeu e Eurídice, composta por Christoph Willibald Gluck, e interpretada por Nelson Freire. A canção é tema do casal Gisele e Luciano, vivido por Pérola Faria e Rafael Almeida.

### Lista de faixas
| N.º | Título                                                  | Compositor(es)                                           | Artista(s)                       | Duração |  |
| 1.  | "Wave"                                                  | Antonio Carlos Jobim                                     | Daniel Jobim e Maria Luiza Jobim | 03:05   |  |
| 2.  | "Só em Teus Braços"                                     | Jobim                                                    | Nana Caymmi                      | 03:23   |  |
| 3.  | "Para Mais Ninguém"                                     | Paulinho da Viola                                        | Marisa Monte                     | 03:14   |  |
| 4.  | "Amplidão"                                              | Chico César                                              | Elba Ramalho                     | 03:24   |  |
| 5.  | "So in Love"                                            | Cole Porter                                              | Caetano Veloso                   | 05:30   |  |
| 6.  | "A Dor a Mais"                                          | Francis Hime Vinicius de Moraes                          | Francis Hime                     | 03:52   |  |
| 7.  | "Outra Vez"                                             | Jobim                                                    | Adriana Calcanhotto              | 03:34   |  |
| 8.  | "Passarela no Ar"                                       | Ivan Lins                                                | Ivan Lins                        | 04:35   |  |
| 9.  | "Ventos de Paz"                                         | Leila Pinheiro Jorge Vercillo                            | Leila Pinheiro                   | 03:13   |  |
| 10. | "Se Quiser" ("Anytime")                                 | Sam Watters Louis Biancaniello Cláudio Rabello ( vers. ) | Tânia Mara                       | 04:06   |  |
| 11. | "Seu Nome"                                              | Vander Lee                                               | Luiza Possi                      | 03:06   |  |
| 12. | "Eu Sei"                                                | Serginho Moah Fernando Pezão                             | Papas da Língua                  | 03:42   |  |
| 13. | "O que Resta de Nós"                                    | Sombrinha Ratinho                                        | Zeca Pagodinho                   | 03:37   |  |
| 14. | "Alguém Me Disse"                                       | Evaldo Gouveia Jair Amorim                               | Maysa                            | 03:15   |  |
| 15. | "Wave" (instrumental)                                   | Jobim                                                    | Tom Jobim                        | 02:44   |  |
| 16. | "Melodia" (da ópera de Orfeu e Eurídice) (instrumental) | Christoph Willibald Gluck                                | Nelson Freire                    | 03:06   |  |

## Páginas da Vida - Internacional
Páginas da Vida - Internacional é o segundo álbum da trilha sonora da telenovela brasileira de 2006 da Rede Globo, Páginas da Vida, que foi lançado em CD pela Som Livre, em 2006 no Brasil, e em 2007 em Portugal.
O álbum, que traz na capa o ator Thiago Lacerda como seu personagem Jorge, conta com artistas como Coldplay, Corinne Bailey Rae, Richard Ashcroft, Damien Rice, Tiziano Ferro, Daniel Powter, entre outros.
O trilha sonora abre com a brasileira Marina Elali, cantando "One Last Cry", originalmente gravada por Brian McKnight. A canção é tema de Nanda, personagem de Fernanda Vasconcellos. "Put Your Records On", composta e cantada por Corinne Bailey Rae, é tema de Kelly, vivida por Sthefany Brito.
A terceira faixa de Páginas da Vida - Internacional é "The Hardest Part", da banda britânica Coldplay, que serve de tema do núcleo jovem da novela. "Cannonball", composta e interpretada por Damien Rice, inicialmente é tema de Léo, personagem de Thiago Rodrigues, e depois torna-se tema do casal Sérgio e Sabrina, vivido por Max Fercondini e Leandra Leal.
A canção "Colors", cantada e composta por Amos Lee, é tema do casal Sabrina e Vinícius, personagens de Leandra Leal e Sidney Sampaio. A sexta faixa do álbum, "Our Day Will Come", de Jamie Cullum, seve de tema de locação da cidade do Rio de Janeiro.
"Why Should I Care?", coescrita pelo ator Clint Eastwood, e interpretada por Diana Krall, é tema de Tônia, personagem vivida por Sônia Braga. "I Concetrate on You", composição de Cole Porter, na voz de Dianne Reeves, serve de tema de tema geral da telenovela.
A nona faixa do álbum, "L'Appuntamento", gravada por Ornella Vanoni, é a versão em italiano, feita por Bruno Lauzi, de "Sentado à Beira do Caminho", composta por Roberto Carlos e Erasmo Carlos. A canção é tema do casal Marcelo e Rubinho, vivido por Thiago Picchi e Fernando Eiras.
"Para Tu Amor", canção composta e interpretada pelo cantor colombiano Juanes, é tema do casal Thelminha e Jorge, personagens de Grazi Massafera e Thiago Lacerda. O cantor italiano Tiziano Ferro interpreta sua canção "Ed Ero Contentissimo", tema do casal Márcia e Silvio, vivido por Helena Ranaldi e Edson Celulari.
A décima segunda faixa, "Break the Night with Colour", composta e interpretada por Richard Ashcroft, serve de tema do casal Léo e Alice, vivido por Thiago Rodrigues e Regiane Alves. O cantor canadense Daniel Powter participa da trilha sonora com sua canção "Free Loop (One Night Stand)", tema do casal Nina e Vinícius, interpretado por Manuela do Monte e Sidney Sampaio.
A trilha sonora internacional de Páginas da Vida termina com a canção "Shake It!", do projeto musical brasileiro de música dance Kasino, que serve de tema do do núcleo jovem da telenovela.

### Lista de faixas
| N.º | Título                                          | Compositor(es)                                          | Artista(s)         | Duração |  |
| 1.  | "One Last Cry"                                  | Brian McNight Brandon Barnes Melanie Barnes             | Marina Elali       | 3:56    |  |
| 2.  | "Put Your Records On"                           | Corinne Bailey Rae John Beck Steve Chrisanthou          | Corinne Bailey Rae | 3:33    |  |
| 3.  | "The Hardest Part"                              | Guy Berryman Jonny Buckland Will Champion Chris Martin  | Coldplay           | 4:23    |  |
| 4.  | "Cannonball"                                    | Damien Rice                                             | Damien Rice        | 5:10    |  |
| 5.  | "Colors"                                        | Amos Lee                                                | Amos Lee           | 2:40    |  |
| 6.  | "Our Day Will Come"                             | Bob Hilliard Mort Garson                                | Jamie Cullum       | 3:51    |  |
| 7.  | "Why Should I Care?"                            | Clint Eastwood Carole Bayer Sager Linda Thompson-Jenner | Diana Krall        | 3:44    |  |
| 8.  | "I Concetrate on You"                           | Cole Porter                                             | Dianne Reeves      | 5:19    |  |
| 9.  | "L'Appuntamento" ("Sentado à Beira do Caminho") | Roberto Carlos Erasmo Carlos Bruno Lauzi ( vers. )      | Ornella Vanoni     | 4:31    |  |
| 10. | "Para Tu Amor"                                  | Juanes                                                  | Juanes             | 4:07    |  |
| 11. | "Ed Ero Contentissimo"                          | Tiziano Ferro                                           | Tiziano Ferro      | 4:11    |  |
| 12. | "Break the Night with Colour"                   | Richard Ashcroft                                        | Richard Ashcroft   | 3:53    |  |
| 13. | "Free Loop (One Night Stand)"                   | Daniel Powter                                           | Daniel Powter      | 3:43    |  |
| 14. | "Shake It!"                                     | Fabianno Almeida Ian Duarte                             | Kasino             | 3:04    |  |

## Páginas da Vida - Lounge
Páginas da Vida - Lounge é o terceiro álbum da trilha sonora da telenovela brasileira de 2006 da Rede Globo, Páginas da Vida, que foi lançado em CD pela Som Livre, em naquele mesmo ano.
O álbum conta com sucessos como "Samba da Benção", de Baden Powell e Vinicius de Moraes, na voz de Bebel Gilberto, "La Piu Bella del Mondo", de Celso Fonseca e Ronaldo Bastos, e "Minha Saudade", de João Donato e Paulo Moura.
A trilha abre com a canção lounge "Here with Me", do grupo X-Static, tema do casal Olívia e Silvio, vivido por Ana Paula Arósio e Edson Celulari. O projeto foi formado especialmente para criar uma canção para a novela, e era composto pelo produtor musical JAMM', nome artístico de Fábio Almeida, e sua irmã Laura Almeida de Oliveira.
A segunda faixa é a instrumental "La Maison", da banda italiana Gabin, tema geral da novela. 'Obtener Un Sí", de Shakira, é tema do casal Carmem e Greg, vivido por Natália do Vale e José Mayer. A quarta faixa é "La Più Bella del Mondo", de Marino Marini, na voz de Celso Fonseca e Ronaldo Bastos, tema do casal Jorge e Simone, personagens de Thiago Lacerda e Christine Fernandes.
A quinta faixa é a versão de Juliana Aquino do clássico "Don't Let Me Be Misunderstood", tema geral da trama. "Meditation", cantada por Salena Jones, é a versão em inglês, composta por Norman Gimbel, de "Meditação", de Tom Jobim|Newton Mendonça e Norman Gimbel. A canção é tema de Tereza, vivida por Renata Sorrah.
"Samba da Bênção", interpretada por Bebel Gilberto, e composta porBaden Powell e Vinicius de Moraes, serve de tema de locação do Rio de Janeiro. Leila Maria interpreta a versão em inglês de "Dindi", feita por Ray Gilbert, e originalmente composta por Tom Jobim e Aloysio de Oliveira. A canção é tema do casal Tide e Tônia, vivido por Tarcísio Meira e Sônia Braga.
A canção instrumental "Minha Saudade", interpretada por João Donato e Paulo Moura, é tema geral de Páginas da Vida. A também instrumental "Movimento de Primavera", composta e interpretada por Alexandre Guerra, serve de tema do casal Clara e Francisco, vivido por Joana Mocarzel e Gabriel Kaufmann.
A faixa "Far Away", de Lady Rockfeller, serve como tema da Casa de Cultura Amália Martins de Andrade (AMA). A décima segunda canção de Páginas da Vida - Lounge, "Feel Me Up", também interpretada por Laura Almeida de Oliveira, sob o pseudônimo Farina, serve de tema de Silvio, personagem vivido por Edson Celulari.
A cantora Paula Fernandes participa da trilha sonora interpretando a clássica "Dust in the Wind". Originalmente, a canção é tema das amigas Nanda e Olívia, vividas por Fernanda Vasconcellos e Ana Paula Arósio, e, posteriormente, do casal Fred e Kelly, vivido por Duda Nagle e Sthefany Brito. A trilha sonora encerra com Paulo Ricardo interpretando "Beautiful Girl", sucesso de 1993 da banda australiana INXS, que serva como tema de Marina, personagem de Marjorie Estiano.

### Lista de faixas
| N.º | Título                                  | Compositor(es)                                      | Artista(s)                     | Duração |  |
| 1.  | "Here with Me"                          | C. Peterson I. Gear                                 | X-Static                       | 5:17    |  |
| 2.  | "La Maison" (instrumental)              | Max Bottini Fillippo Clary                          | Gabin                          | 5:48    |  |
| 3.  | "Obtener Un Sí"                         | Shakira Lester Mendez                               | Shakira                        | 3:15    |  |
| 4.  | "La Più Bella del Mondo"                | Marino Marini                                       | Celso Fonseca e Ronaldo Bastos | 4:29    |  |
| 5.  | "Don't Let Me Be Misunderstood"         | Bennie Benjamin Horace Ott Sol Marcus               | Juliana Aquino                 | 4:20    |  |
| 6.  | "Meditation" ("Meditação")              | Tom Jobim Newton Mendonça Norman Gimbel ( vers. )   | Salena Jones                   | 3:05    |  |
| 7.  | "Samba da Bênção"                       | Baden Powell Vinicius de Moraes                     | Bebel Gilberto                 | 4:40    |  |
| 8.  | "Dindi"                                 | Tom Jobim Aloysio de Oliveira Ray Gilbert ( vers. ) | Leila Maria                    | 5:38    |  |
| 9.  | "Minha Saudade" (instrumental)          | João Donato João Gilberto                           | João Donato e Paulo Moura      | 7:50    |  |
| 10. | "Movimento de Primavera" (instrumental) | Alexandre Guerra                                    | Alexandre Guerra               | 3:21    |  |
| 11. | "Far Away"                              | Peterson Gear                                       | Lady Rockfeller                | 5:14    |  |
| 12. | "Feel Me Up"                            | Peterson Gear                                       | Farina                         | 5:45    |  |
| 13. | "Dust in the Wind"                      | Kerry Livgreen                                      | Paula Fernandes                | 3:35    |  |
| 14. | "Beautiful Girl"                        | Andrew Farriss                                      | Paulo Ricardo                  | 3:17    |  |